# Rachel Platten
Rachel Ashley Platten (Newton, 20 maggio 1981) è una cantautrice e scrittrice statunitense.
Dopo aver pubblicato due album come artista indipendente, Platten ha conquistato la fama con il singolo Fight Song, pubblicato via Columbia Records. Al 2020 la cantante ha pubblicato due album con questa etichetta.

## Biografia

### Formazione e esordi
Nata a New York City, ha origini irlandesi da parte della madre. È cresciuta in Massachusetts ed ha iniziato a suonare il piano e la chitarra da bambina. Dopo aver vissuto per un periodo a Trinidad e Tobago, nel 2003 è tornata a New York per collocarsi stabilmente nel mondo della musica.
Proprio nel 2003 ha pubblicato il suo primo album indipendente, dal titolo Trust in Me.
Nel 2011 ha pubblicato un altro album indipendente per la Rock Ridge Music, Be Here.

### Successo
Rachel è divenuta famosa nel panorama musicale globale grazie al brano Fight Song, che nel 2015 ha riscosso un gran successo in particolare in Nord America, Oceania e Regno Unito, dove ha raggiunto il vertice delle classifiche. A questo successo segue la pubblicazione di un primo EP intitolato appunto Fight Song.
Nel 2015 ha intrapreso un tour con Alex & Sierra e Andy Grammer prima e poi con Colbie Caillat e Christina Perri. Nel settembre 2015 ha pubblicato il secondo singolo Stand by You. Il suo primo album con una major discografica, Wildfire (Columbia/Sony Music Entertainment), è stato pubblicato il 1º gennaio 2016. Viene in seguito certificato d'oro dalla RIAA. Il progetto viene promosso attraverso numerose performance televisive e con un terzo singolo, Better Place.
Dopo la strage di Orlando del giugno 2016, ha annunciato una versione acustica di Fight Song con ricavati devoluti in beneficenza.
Nell'agosto 2017 ha pubblicato il singolo Broken Glass per anticipare il suo quarto album in studio, Waves, diffuso nell'ottobre seguente. Nello stesso anno l'artista è andata in tour con Faith Hill e Tim McGraw, mentre nel 2019 ha aperto i concerti per i Pentatonix.
Nel marzo 2020, Platten debutta come scrittrice pubblicando il libro per bambini You Belong. Il 16 settembre 2020 ritorna anche musicalmente pubblicando il singolo Soldiers.

## Discografia

### Album in studio
- 2003 – Trust In Me
- 2011 – Be Here
- 2016 – Wildfire
- 2017 – Waves

### EP
- 2015 – Fight Song

### Singoli
- 2011 – 1,000 Ships
- 2015 – Fight Song
- 2015 – Stand by You
- 2016 – Better Place
- 2017 – Broken Glass
- 2018 – You Belong
- 2020 – Soldiers